# Elektronaffinitet
Elektronaffinitet är den förändring i energi (mäts i KJ/mol) som sker när en neutral atom eller molekyl i gasfas tar upp en elektron.
När en elektron ska adderas på en neutral atom eller en neutral molekyl i gasform frigörs det (exotermreaktion) eller behövs det tillsättas energi (endotermreaktion). Förändringen mellan den neutralt laddade atomen/molekylen i gasform och den negativt laddade atomen/molekylen i gasforms energi är första elektronaffiniteten. För att få fram den första elektronaffiniteten så mäts den energi som frigörs eller tillsätts när 1 mol neutrala atomer i gasfas tar upp varsin elektron och formar 1 mol, negativa joner i gasform. En negativ elektronaffinitet innebär att energi måste tillföras för att en elektron ska binda till den neutrala atomen i gasform. När elektroaffiniteten är positiv betyder det att energi frigörs när elektronen binder till den neutrala atomen i gasform. Elektronaffinitet mäts enbart på atomer i gasfas, det beror på att i fast och flytande form påverkas energinivåerna av de atomer som befinner sig runtomkring. Elektronaffinitet kan även beskrivas som mängden energi som behöver tillsättas för att lossa en elektron från en redan negativ atom. Adderas det en elektron till en redan negativ atom krävs det mer energi och det är vad som mäts i den andra elektronaffiniteten. 

## Metoder för uppmätning av elektronaffinitet
Det finns två huvudsakliga sätt att uppmäta elektronaffinitet. Det första är fotodetachment som använder sig av ljus för att avlägsna elektronen. Den längsta våglängden som lyckas avlägsna elektronen, den våglängdens energi kommer att vara lika med elektronaffiniteten. Det andra sättet är fotoelektronspektroskopi, metoden liknar den föregående på det sätt att man skjuter ljus på det man vill undersöka. Skillnaden i fotoelektronspektroskopi är att man skjuter så mycket ljus att energin överstiger joniseringsenergin, den överblivna energin kommer att överföras till kinetisk energi i elektronen. Den kinetiska energin i elektronen mäts upp och tillsammans med källfrekvensen kan joniseringsenergin bestämmas, vilket är elektronaffiniteten.

## Elektronaffinitet i det periodiska systemet
Atomernas elektronaffiniteten varierar kraftigt i det periodiska systemet, generellt ökar elektronaffiniteten längs perioderna fram till grupp 18. Några av de största elektronaffiniteterna finns i grupp 16 (Syregruppen) och 17 (Halogenerna). Det beror på hur mycket plats det finns i valensskalet av atomen, i grupp 17 finns det en plats i yttersta skalet och atomen får då ett fullt valensskal när en extra elektron plockas upp, vilket resulterar i en mer stabil atom och att mer energi frigörs. Grupp 18 har redan ett fullt valensskal, vilket resulterar i att den extra elektronen blir instabil och det krävs mer energi för att den ska sitta kvar.
Metaller har svårare att ta upp en extra elektron än ickemetaller, det beror på att metalkärnorna har en svag påverkande kraft på valenselektronerna, det är därför lättare för metaller att släppa valenselektronerna och forma katjoner och metaller får därför en lägre elektronaffinitet.
```
Periodiskt system med elektronaffinitet
[
7
]
```

| ↓ Period                              |         |          |  |          |          |         |        |          |          |         |         |           |          |          |         |         |           |          |           |  |  |
| 1                                     | H 73    |          |  |          |          |         |        |          |          |         |         |           |          |          |         |         |           |          | He (−50)  |  |  |
| 2                                     | Li 60   | Be (−50) |  |          |          |         |        |          |          |         |         |           |          | B 27     | C 122   | N −7    | O 141     | F 328    | Ne (−120) |  |  |
| 3                                     | Na 53   | Mg (−40) |  |          |          |         |        |          |          |         |         |           |          | Al 42    | Si 134  | P 72    | S 200     | Cl 349   | Ar (−96)  |  |  |
| 4                                     | K 48    | Ca 2     |  | Sc 18    | Ti 7     | V 51    | Cr 65  | Mn (−50) | Fe 15    | Co 64   | Ni 112  | Cu 119    | Zn (−60) | Ga 29    | Ge 119  | As 78   | Se 195    | Br 325   | Kr (−60)  |  |  |
| 5                                     | Rb 47   | Sr 5     |  | Y 30     | Zr 42    | Nb 89   | Mo 72  | Tc (53)  | Ru (101) | Rh 110  | Pd 54   | Ag 126    | Cd (−70) | In 37    | Sn 107  | Sb 101  | Te 190    | I 295    | Xe (−80)  |  |  |
| 6                                     | Cs 46   | Ba 14    |  | Lu 23    | Hf 17    | Ta 31   | W 79   | Re 6     | Os 104   | Ir 151  | Pt 205  | Au 223    | Hg (−50) | Tl 31    | Pb 34   | Bi 91   | Po (136)  | At 233   | Rn (−70)  |  |  |
| 7                                     | Fr (47) | Ra (10)  |  | Lr (−30) | Rf       | Db      | Sg     | Bh       | Hs       | Mt      | Ds      | Rg (151)  | Cn (<0)  | Nh (67)  | Fl (<0) | Mc (35) | Lv (75)   | Ts (166) | Og (5)    |  |  |
|                                       |         |          |  |          |          |         |        |          |          |         |         |           |          |          |         |         |           |          |           |  |  |
|                                       |         |          |  | La 54    | Ce 55    | Pr 11   | Nd 9   | Pm (12)  | Sm (16)  | Eu 11   | Gd (13) | Tb 13     | Dy (>34) | Ho (33)  | Er (30) | Tm 99   | Yb (−2)   |          |           |  |  |
|                                       |         |          |  | Ac (34)  | Th (113) | Pa (53) | U (51) | Np (46)  | Pu (−48) | Am (10) | Cm (27) | Bk (−165) | Cf (−97) | Es (−29) | Fm (34) | Md (94) | No (−223) |          |           |  |  |
| Uppmät i KJ/mol, avrundat till heltal |         |          |  |          |          |         |        |          |          |         |         |           |          |          |         |         |           |          |           |  |  |
| Parenteser markerar förutsägelser     |         |          |  |          |          |         |        |          |          |         |         |           |          |          |         |         |           |          |           |  |  |

## Användningsområden
Elektronaffiniteten används för att mäta kemisk hårdhet, ett mått på hur lätt polariserade och på hur laddade Lewis-syror och baser är. Elektronaffinitetsvärderna används även för att kunna förutse om en atom eller en molekyl kan användas som en elektronacceptor eller en elektrondonator och om ett par reaktanter kommer att kunna delta i en laddningsöverföringsreaktion.